# Kunstkritiker

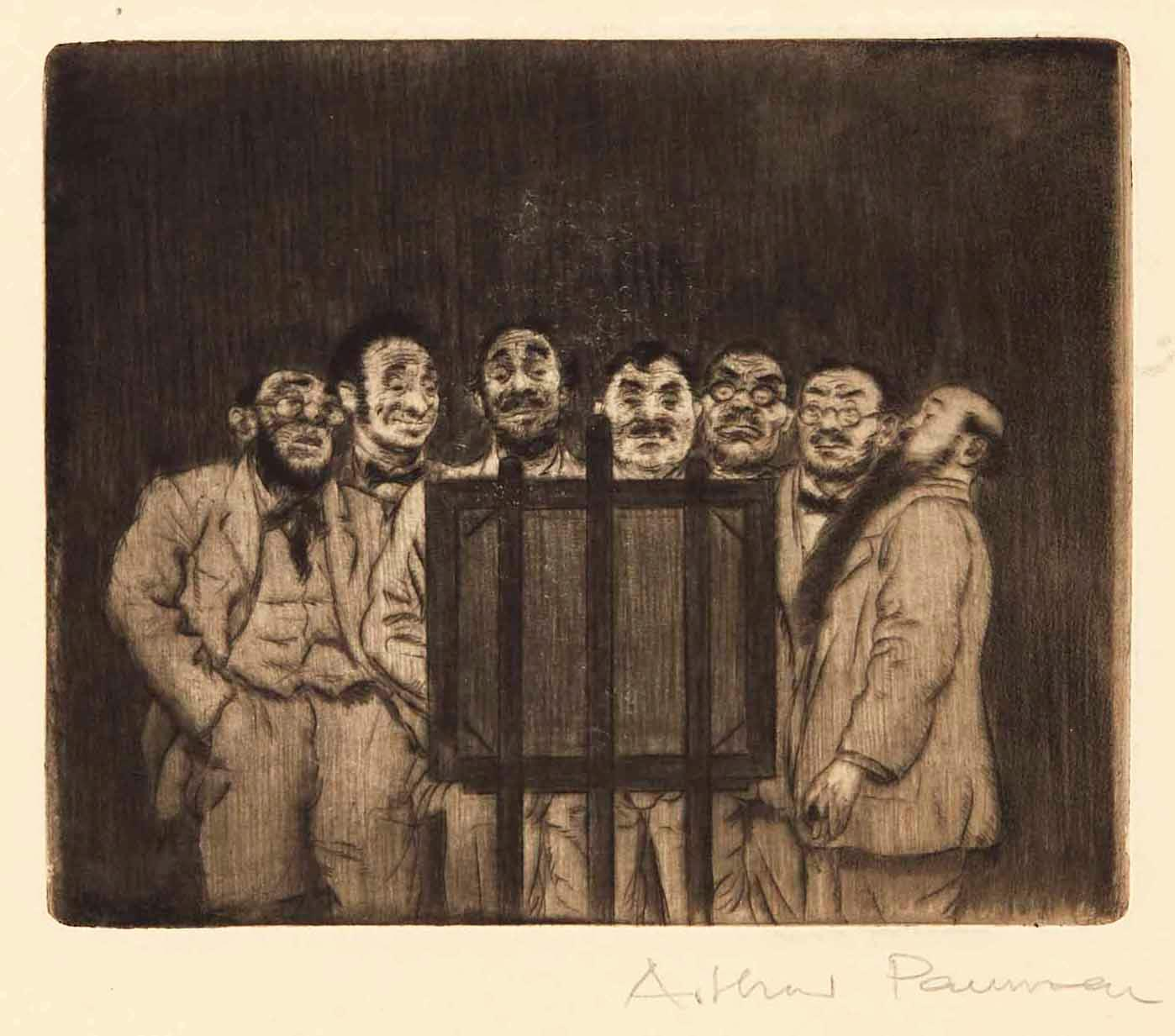
Arthur Paunzen: Die Kritiker, ca. 1920er Jahre

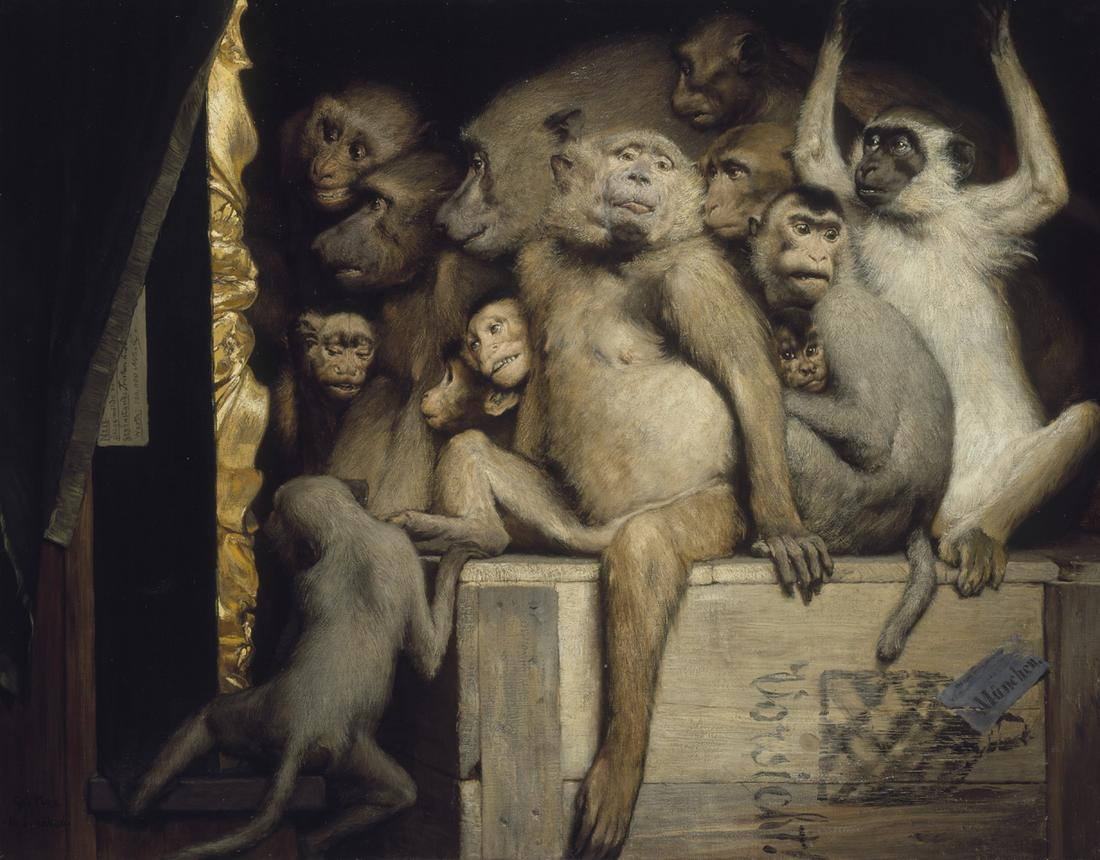
Gabriel von Max: Affen als Kunstrichter, 1889

Kunstkritiker beschreiben, bewerten und klassifizieren jeweils zeitgenössische Werke der Bildenden Kunst nach historischen, ästhetisch-formalen und gattungsmäßigen Kriterien. Als Profession traten Kunstkritiker erstmals im 17. Jahrhundert in Frankreich in Erscheinung. Ihre Kunstkritiken wurden und werden vornehmlich im Feuilleton von Periodika (Tages- und Wochenzeitungen), in Fachzeitschriften und Büchern als Monografien publiziert.

## Werdegang
Ein spezifisches Hochschulstudium der Kunstkritik gibt es nicht. Kunstkritiker sind daher Autodidakten, die jedoch häufig ein kunstwissenschaftliches Studium abgeschlossen haben und/oder Kenntnisse und Erfahrungen aus verwandten Ausbildungswegen und/oder eigener Praxis im Bereich der Bildenden Kunst mitbringen.

## Arbeitsgebiete
Laut Internationalem Kunstkritikerverband (AICA) dürfen sich als Kunstkritiker jene Personen bezeichnen, die in folgenden vier Arbeitsfeldern tätig sind:
- Presse-Periodika, Radiosendungen, Fernsehen oder Video, Elektronische Medien;
- Veröffentlichung von Werken zur Kunstgeschichte, Ästhetik oder Kritik;
- Lehrtätigkeit in der Kunstkritik, der Kunstgeschichte, der Ästhetik, im Kurator-Wesen oder in der Kunst auf höherem bis höchstem Niveau;
- Kuratorentätigkeit und Forschung mit dem Ziel von Bildung oder Wissenschaft, einschließlich wissenschaftlicher oder kritischer Texte für Museen oder Galerien, deren Hauptziel nicht kommerzieller Natur ist.

Die Berufsbezeichnung ist in Deutschland nicht geschützt – jeder kann sich Kunstkritiker nennen und als solcher tätig sein.

## Bekannte Kunstkritiker
Diese Auflistung erhebt keineswegs Anspruch auf Vollständigkeit, sucht hier jedoch zumindest einige der anerkannt wichtigsten Kunstkritiker zu benennen.
- Guillaume Apollinaire (1880–1918), französischer Dichter und Schriftsteller italienisch-polnischer Abstammung
- Jean-Christophe Ammann (1939–2015), Schweizer Kunsthistoriker und Kurator
- Charles Baudelaire (1821–1867), französischer Schriftsteller und Lyriker
- Eduard Beaucamp (* 1937), deutscher Publizist
- John Berger (1926–2017), britischer Schriftsteller und Maler
- Ursula Bode (* 1942), deutsche Journalistin
- Bazon Brock (* 1936), emeritierter Professor für Ästhetik und Kulturvermittlung
- Coosje van Bruggen (1942–2009), US-amerikanische Bildhauerin und Kunsthistorikerin, niederländischer Herkunft
- Carl Einstein (1885–1940), deutscher Kunsthistoriker und Schriftsteller
- Arthur C. Danto (1924–2013), US-amerikanischer Philosoph
- Christian Demand (* 1960), deutscher Publizist, Kunsthistoriker, Journalist und Musiker
- Denis Diderot (1713–1784), französischer Abbé, Schriftsteller, Übersetzer, Philosoph, Aufklärer, Literatur- und Kunsttheoretiker
- Michael Fried (* 1939), amerikanischer Professor für Kunstgeschichte
- Curt Glaser (1879–1943), deutscher Kunsthistoriker und Sammler
- Isabelle Graw (* 1962), deutsche Kunsthistorikerin, Publizistin und Kuratorin
- Clement Greenberg (1909–1994), US-amerikanischer Essayist
- Boris Groys (* 1947), russisch-deutscher Philosoph und Medientheoretiker
- Gustav Friedrich Hartlaub (1884–1963), deutscher Kunsthistoriker
- Klaus Honnef (* 1939), deutscher Kunsthistoriker, Ausstellungskurator und Theoretiker für künstlerische Fotografie
- Gottfried Knapp (* 1942), deutscher Autor
- Étienne La Font de Saint-Yenne (1688–1771), französischer Kunstkritiker
- Paolo Levi (* 1935), italienischer Journalist und Kunstkritiker
- Catrin Lorch (* 1965), deutsche Kunsthistorikerin
- Julius Meier-Graefe (1867–1935), deutscher Kunsthistoriker und Schriftsteller
- Günter Metken (1928–2000), deutscher Kunsthistoriker, Ausstellungskurator, Essayist und Reiseschriftsteller
- Heinz Ohff (1922–2006), deutscher Autor
- Hans Platschek (1923–2000), deutscher Maler und Schriftsteller
- Hanno Rauterberg (* 1967), deutscher Journalist, Architekturkritiker und Autor
- Herbert Read (1893–1968), britischer Dichter, Schriftsteller und Philosoph
- Pierre Restany (1930–2003), französischer Kulturphilosoph
- Arthur Roessler (1877–1955), österreichischer Kunstschriftsteller
- Harold Rosenberg (1906–1978), US-amerikanischer Kunst- und Kulturkritiker
- Max Schasler (1819–1903), deutscher Philosoph und Linguist
- Werner Schmalenbach (1920–2010), deutsch-schweizerischer Kunsthistoriker und Kurator
- Albert Schulze-Vellinghausen (1905–1967), deutscher Kunstsammler, Buchhändler und Übersetzer
- Vittorio Sgarbi (* 1952), italienischer Politiker und Kulturkommentator
- Susan Sontag (1933–2004), amerikanische Schriftstellerin, Essayistin, Publizistin und Regisseurin
- Werner Spies (* 1937), deutscher Kunsthistoriker, Journalist, Kunstvermittler und Museumsdirektor
- Louis Vauxcelles (1870–1943), Kunstkritiker
- Julia Voss (* 1974), deutsche Wissenschaftshistorikerin und Journalistin